# ゼロックス・スーパーサッカー
ゼロックス・スーパー・サッカー（Xerox Super Soccer）は、日本サッカー協会主催、富士ゼロックス（現:富士フイルムビジネスイノベーション）特別協賛で開かれたサッカーの国際大会である。主に日本代表と世界の有名クラブチームとの間で対戦が行われた。
1979年に第1回が開催され、以来9回にわたり世界のトップクラブやフランツ・ベッケンバウアー、ヨハン・クライフ、ディエゴ・マラドーナを始めとする世界一流プレイヤー達を日本に招き、日本サッカーの強化と国際親善の実現に貢献した。
ただし、実際にはスター選手による集金ツアーや顔見世興行的な要素が強く、日本代表の強化に直結したかどうかは議論の余地がある。
ディエゴ・マラドーナはボカ、南米選抜、ナポリの一員として三度、この大会に参加している。

## 参加クラブ
- 1979年  ニューヨーク・コスモス
- 1980年  ワシントン・ディプロマッツ
- 1981年 未開催
- 1982年  ボカ・ジュニアーズ
- 1983年  ニューヨーク・コスモス
- 1984年  SCコリンチャンス・パウリスタ
- 1985年  FCジロンダン・ボルドー
- 1986年 未開催
- 1987年 南米選抜 ※日本サッカーリーグ選抜と対戦。
- 1988年  SSCナポリ
- 1989年 未開催
- 1990年  バイエルン・ミュンヘン ※日本サッカーリーグ選抜と対戦。

## 関連語句
- FUJI XEROX SUPER CUP - 富士ゼロックスが冠スポンサーのスーパーカップ（1994年-現在）